# Callington Town F.C.
Callington Town FC là một câu lạc bộ bóng đá có trụ sở tại Callington, Cornwall, Anh. Đội bóng hiện thi đấu tại South West Peninsula League Premier Division West và có sân nhà ở Marshfield Parc.

## Danh hiệu
- South West Peninsula League
  - Nhà vô địch Division One West mùa giải 2013–14[2]
  - Nhà vô địch Charity Vase mùa giải 2014–15[3]
- East Cornwall Combination
  - Nhà vô địch mùa giải 1997–98, 1998–99[4]
- Cornwall Charity Cup
  - Nhà vô địch mùa giải 2013–14[5]